# Bitch (Rolling Stones)
"Bitch" er en sang fra det engelske rock ‘n’ roll band The Rolling Stones som findes på deres album fra 1971 Sticky Fingers.
Skrevet af Mick Jagger og Keith Richards blev "Bitch" optaget i Londons  Olympic Studios, og i Rolling Stones Mobile Studio, på Stargroves, i oktober 1970. Titlen på nummeret "Bitch" er ikke påtænkt nogen speciel kvinde, som mange dog tror, men er en generel kærlighedssang hvor Jagger synger om de frustrationer kærligheden bringer med sig. 
| Citat | Yeah when you call my name I salivate like a Pavlov dog. Yeah when you lay me out my heart is beating louder than a big bass drum, alright. | Citat |
|       | |       |

Sangen er kendt for sin brug af messingblæser. The Stones regulære musikere Bobby Keys og Jim Price spiller henholdsvis saxofon og trompet på nummeret. Perkussion blev spillet af The Stones producer Jimmy Miller. Outroen blev spillet af Richards.
Goo Goo Dolls lavede et covernummer af den på deres album No Alternative.